# 和井田要
和井田 要（わいだ かなめ、1911年（明治44年）2月17日 - 1967年（昭和42年）6月9日）は、日本の書家である。

## 経歴・人物
青森県三戸郡八戸町（現在の八戸市）に生まれ、八戸水産学校中退後に第二次世界大戦中は従軍する。戦後は復員したことにより書家として活動師匠を持たずに独自の作風を執筆し、1949年（昭和24年）に前衛書道的な甲骨文字の書体を発表した。その後は和井田は従来の紙や墨を用いずに、ガラスやキャンバスにアクリル絵具やラッカー等を用いる等日本の書家としては極めて珍しい作風の作品を制作した事により名を馳せる。
後に自身の作品は毎日書道展やニューヨーク展、ヨーロッパ展等に出品され日本のみならず海外にも注目を浴びた。1956年（昭和31年）には故郷の書壇振興を目的に有志らと共に「黒潮会」の結成に携わり、主幹を務める。また晩年は書道芸術院および毎日書道展等の理事や審査員を務め、故郷に戻り後進の指導にも携わった。

## 受賞歴
- 第1回八戸市文化賞（1963年）